# Adelheid Morath
Adelheid Morath (Friburgo in Brisgovia, 2 agosto 1984) è una mountain biker tedesca.
Attiva come Elite dal 2003, ha partecipato ai Giochi olimpici di Pechino 2008 e di Londra 2012 gareggiando nella specialità del cross country. Nel 2023 ha vinto il titolo europeo del marathon a Laissac, e la medaglia di bronzo di specialità ai mondiali di Glasgow.

## Piazzamenti

### Competizioni mondiali
- Campionati del mondo[1]

Lugano 2003 - Cross country Elite: 24ª
Livigno 2005 - Cross country Elite: 11ª
Fort William 2007 - Cross country Elite: 17ª
Val di Sole 2008 - Cross country Elite: 25ª
Canberra 2009 - Cross country Elite: 30ª
Champéry 2011 - Cross country Elite: 43ª
Saalfelden 2012 - Cross country Elite: 11ª
Pietermaritzburg 2013 - Cross country Elite: 19ª
Hafjell 2014 - Cross country Elite: ritirata
Vallnord 2015 - Cross country Elite: 13ª
Nové Město na Moravě 2016 - Cross country Elite: 19ª
Cairns 2017 - Cross country Elite: 23ª
Lenzerheide 2018 - Cross country Elite: ritirata
Mont-Sainte-Anne 2019 - Staffetta cross country: 12ª
Mont-Sainte-Anne 2019 - Cross country Elite: 42ª
- Campionati del mondo marathon[1]

Villabassa 2008 - Marathon: 18ª
St. Wendel 2010 - Marathon: 19ª
Auronzo di Cadore 2019 - Marathon: 9ª
Grächen 2019 - Marathon: 4ª
Sakarya 2020 - Marathon: 10ª
Capoliveri 2021 - Marathon: 8ª
Glasgow 2023 - Marathon: 3ª
- Giochi olimpici[1]

Pechino 2008 - Cross country: 18ª
Londra 2012 - Cross country: 16ª

### Competizioni continentali
- Campionati europei[1]

Zoetermeer 2009 - Cross country Elite: 12ª
Dohňany 2011 - Cross country Elite: 10ª
Mosca 2012 - Cross country Elite: 12ª
St. Wendel 2014 - Cross country Elite: 11ª
Chies d'Alpago 2015 - Cross country Elite: 9ª
Darfo Boario Terme 2017 - Staffetta cross country: 4ª
Darfo Boario Terme 2017 - Cross country Elite: ritirata
Glasgow 2018 - Cross country Elite: 16ª
- Campionati europei marathon[1]

Evolène 2021 - Marathon: 6ª
Laissac 2023 - Marathon: vincitrice